# Joseph Wenzel (Fürstenberg-Stühlingen)

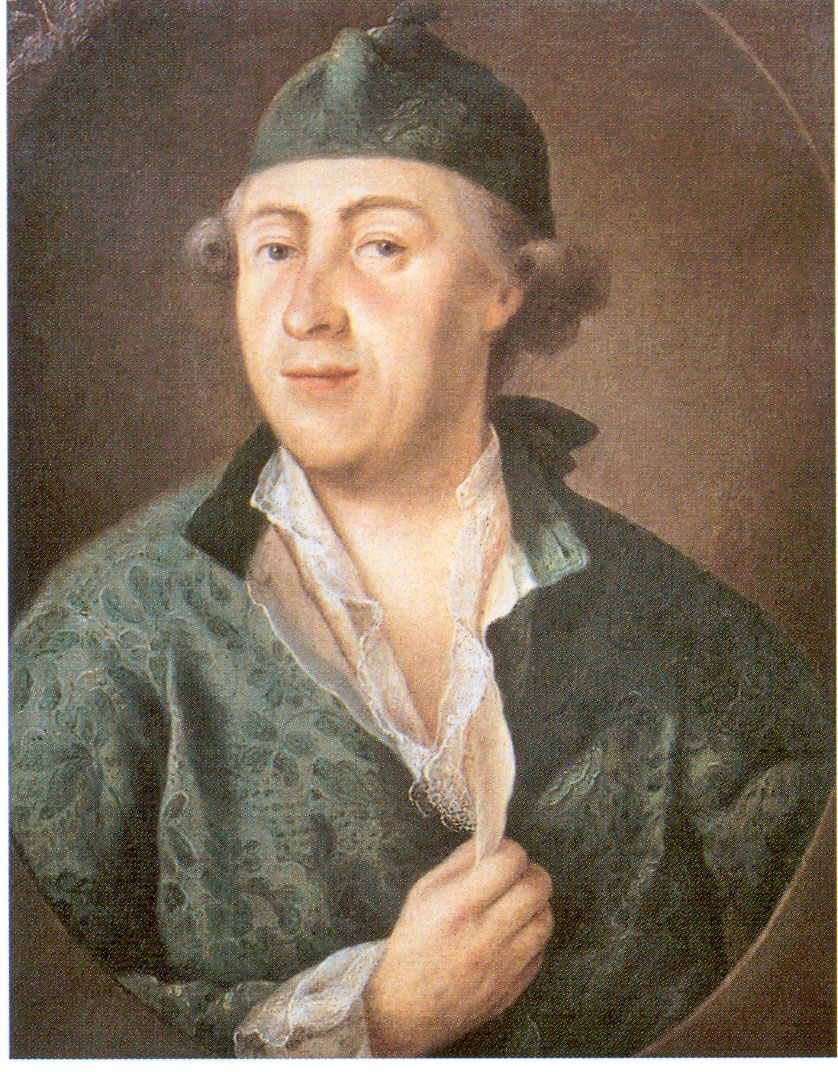
Fürst Joseph Wenzel zu Fürstenberg um 1772

Joseph Wenzel zu Fürstenberg-Stühlingen (* 21. März 1728 in Prag; † 2. Juni 1783 in Donaueschingen) war von 1762 bis 1783 der sechste regierende Fürst zu Fürstenberg.

## Leben
Joseph Wenzel wurde als erster Sohn des Fürsten Joseph zu Fürstenberg und der Gräfin Maria Anna von Waldstein-Wartenberg geboren. Er studierte in Straßburg und Leipzig.
Joseph Wenzel bemühte sich, das Schulwesen in seinem Fürstentum weiterzuentwickeln und führte ein fürstliches Oberschulamt ein. Der Unterricht orientierte sich am österreichischen Schulmodell (österreichische Normal-Lehrart). Die Leitung des im Jahre 1778 durch ihn gegründeten Gymnasiums in Donaueschingen wurde einem Jesuiten übertragen, später die Oberaufsicht über das gesamte Schulwesen dem Benediktiner Franz Uebelacker. Durch die fürstlichen Archivare ließ Joseph Wenzel eine Geschichte des Hauses Fürstenberg vorbereiten.
In Hüfingen wurde ein Zuchthaus errichtet. Die Industriepolitik seines Vaters stoppte Joseph Wenzel und erschwerte die Neuansiedlung wegen der moralisch negativen Folgen, die er der Industrie zuschrieb. Heimhandwerk, wie die Uhrmacherei, förderte er. 1777 richtete er eine Feuerversicherung ein. Ebenfalls förderte er den Bergbau, die Grube Wenzel ist nach ihm benannt.
Nach 1766 wurde er Direktor des schwäbischen Reichsgrafen-Kollegiums. 1775 wurde er vom Kaiser zum Generalmajor ernannt (mit Rang aus dem Jahr 1765).
Joseph Wenzel werden Prunksucht und Mätressen nachgesagt, in seine Zeit fiel der Umbau der St. Martinskirche in Meßkirch in eine Rokokokirche.

## Der Musiker
Joseph Wenzel war ein Musikliebhaber und soll selbst ausgezeichnet Violoncello gespielt haben. 1762 begann er mit dem Aufbau einer Hofkapelle, wozu er auch eine Anzahl auswärtiger Musiker an seinen Hof in Donaueschingen holte. So war 1783 auch Franz Christoph Neubauer als Konzertdirektor angestellt. Im Oktober 1766 hielt sich Leopold Mozart mit seinem Sohn Wolfgang Amadeus rund zwei Wochen als Gast des Fürsten in Donaueschingen auf.

## Ehe und Nachkommen
Joseph Wenzel heiratete am 9. Juni 1748 Gräfin Maria Josepha von Waldburg-Scheer-Trauchburg, die Tochter des Grafen Hans Ernst von Waldburg-Scheer-Trauchburg und hatte mit ihr sieben Kinder:
- Joseph Maria Benedikt (* 9. Januar 1758; † 24. Juni 1796)
- Karl Joachim (* 31. März 1771; † 17. Mai 1804)
- Johann Nepomuk Joseph (* 25. Juli 1755; † 6. Oktober 1755)
- Josepha Maria Johanna (* 14. November 1756; † 2. Oktober 1809) ⚭ Phillip Maria von Fürstenberg-Pürglitz
- Maria Anna Josepha (* 4. April 1759; † 26. Juni 1759)
- Karl Alexander (* 11. September 1760; † 19. Februar 1761)
- Karl Egon (* 5. Juni 1762; † 20. Februar 1771)